# Семмі Чепмен
Семмі Чепмен (англ. Sammy Chapman, нар. 16 лютого 1938, Белфаст — пом. 24 липня 2019) — північноірландський футболіст, що грав на позиції півзахисника. По завершенні ігрової кар'єри — тренер.
Виступав, зокрема, за клуби «Портсмут» та «Менсфілд Таун», викликався до національної збірної Північної Ірландії.

## Клубна кар'єра
У дорослому футболі дебютував 1953 року виступами за команду «Гленторан», в якій провів два сезони, після чого на один сезон приєднався до «Гленавона».
1956 року став гравцем ірландського «Шемрок Роверс», в якому, утім, не затримався і того ж року перебрався до Англії, ставши гравцем нижчолігового клубу «Менсфілд Таун». Відіграв за команду з Менсфілда наступні два сезони своєї ігрової кар'єри. Більшість часу, проведеного у складі «Менсфілд Тауна», був основним гравцем команди. У складі «Менсфілд Тауна» був одним з головних бомбардирів команди, маючи середню результативність на рівні 0,5 голу за гру першості.
1958 року уклав контракт з клубом «Портсмут», у складі якого провів наступні три роки своєї кар'єри гравця.
1961 року повернувся до клубу «Менсфілд Таун», за який відіграв 2 сезони. Граючи у складі «Менсфілд Тауна» також здебільшого виходив на поле в основному складі команди. Востаннє грав на професійному рівні за команду «Менсфілд Таун» у 1963 році. Наступного року отримав пожиттєву заборону на виступи на професійному рівні, а також 6-місячний термін ув'язнення, за участь у договірних матчах у складі «Менсфілда».

## Виступи за збірну
1958 року був викликаний до лав національної збірної Північної Ірландії та навіть був включений до її заявки для участі у фінальній частині  чемпіонату світу 1958 року у Швеції. Проте ані на цьому турнірі, ані після нього в лавах основної північноірландської збірної так й не дебютував.

## Кар'єра тренера
Розпочав тренерську кар'єру, повернувшись до футболу після деякої перерви. Працював у тренерських штабах «Портсмута» та «Кру Александра».
Згодом був скаутом клубу «Вулвергемптон», а в листопаді 1985 року був призначений виконувачем обов'язків головного тренера команди. Під його керівництвом команда провела 33 гри, з яких виграла лише 8 матчів і майже половину програла.